# Jonas Carl Linnerhielm
Jonas Carl Linnerhielm, född 30 augusti 1758 i Elleholms socken, död 12 februari 1829, var en svensk ämbetsman, författare och konstnär.

## Biografi
Jonas Carl Linnerhielm föddes på Elleholm i Blekinge som son till kanslirådet Per Linnerhielm och hans hustru Engel Fredrika Rothlieb. Efter avslutade akademiska studier i Lund blev Linnerhielm 1776 extraordinarie auskultant i krigsexpeditionen, där han 1796 hade befordrats till protokollsekreterare, när han avgick från ämbetsmannabanan. 1800 inkallades han som ledamot av Konstakademin och utnämndes efter statsvälvningen 1809 till riksheraldiker. 1812 erhöll Linnerhielm titeln kansliråd. Han avled på sin egendom Ebbetorp i Kalmar län. 
Han är främst känd för de tre illustrerade reseskildringar han gav ut Bref under resor i Sverige (1797), Bref under nya resor i Sverige (1806) och Bref under senare resor i Sverige (1816). Linnerhielm är representerad vid bland annat Kalmar läns museum, Kalmar konstmuseum, Länsmuseet Gävleborg och Nationalmuseum, Stockholm.
Linnerhielm var gift första gången 1791 med Helena Maria Ehrenstråhle, med vem han fick två döttrar. År 1795 hjälpte han till att ge ut några av sin hustrus dikter i samlingen Witterhets försök. Efter första hustruns död gifte han 1809 om sig med Elsa Ottiliana von Francken, dotter till Hans Reinhold von Francken.

## Verk i urval

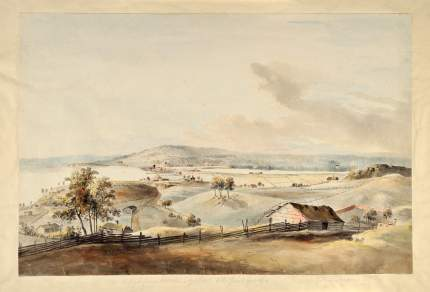
Vy från Dunkehalla över Jönköping
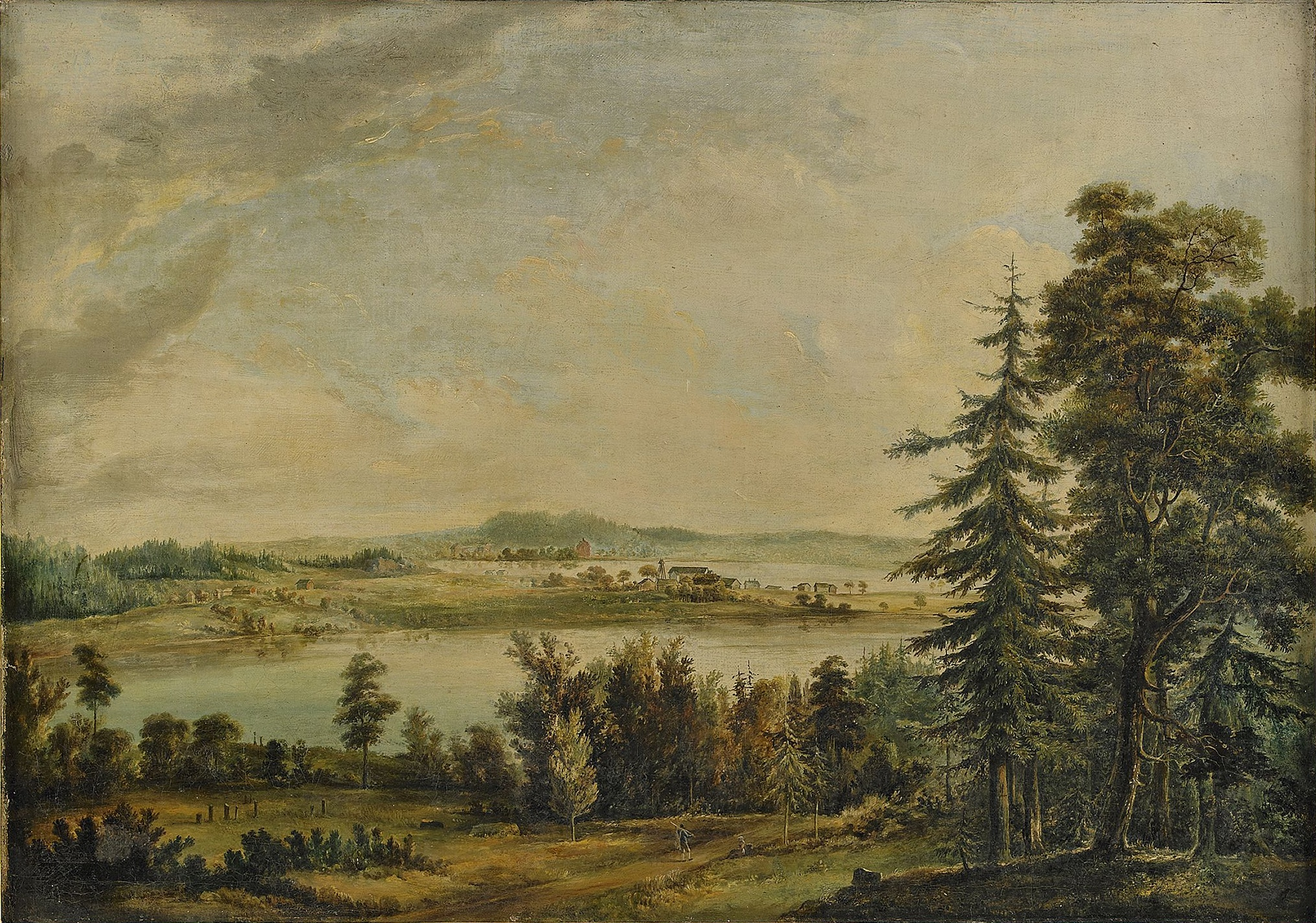
Vy över Hallsnäs gård.
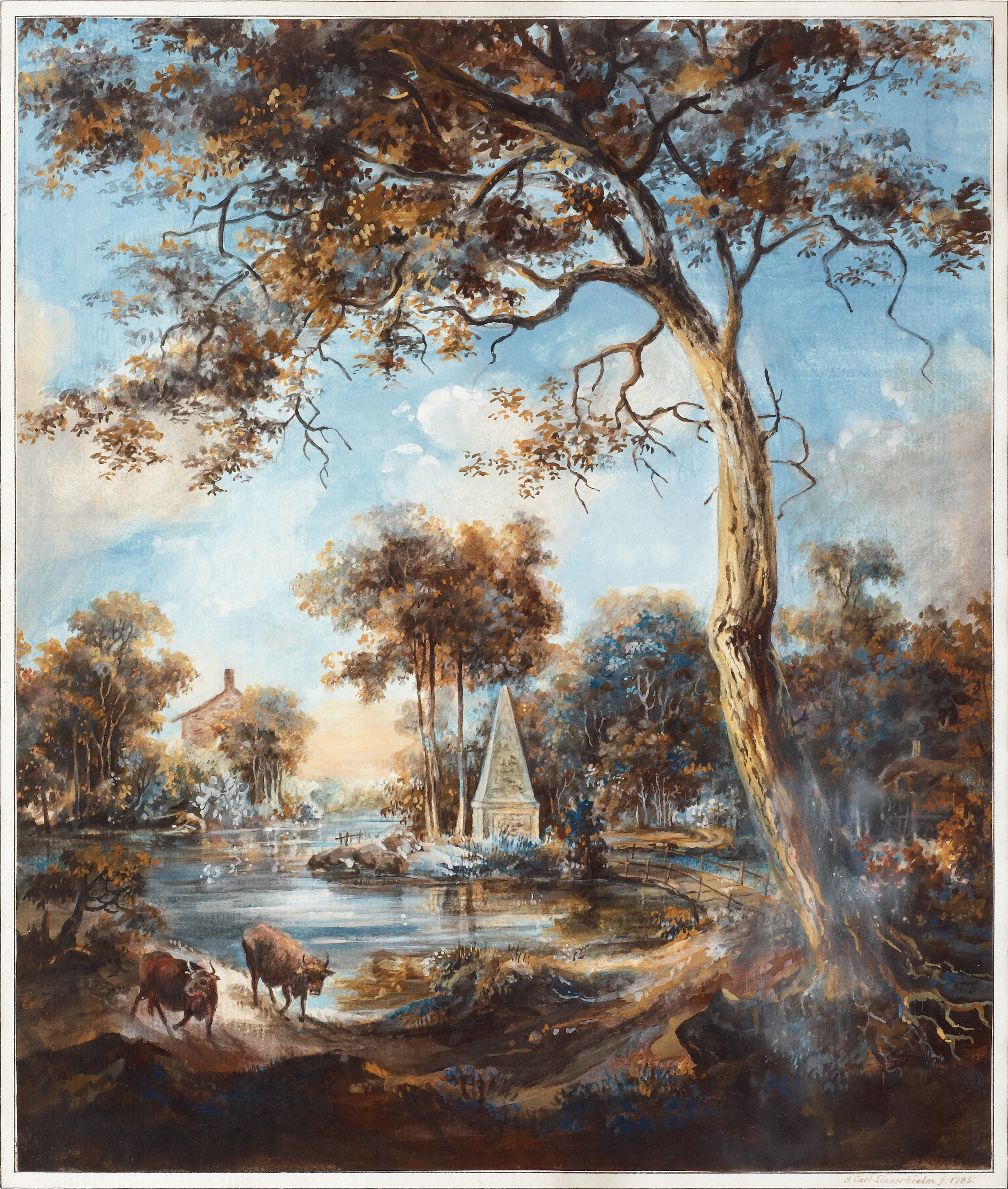
Insjölandskap med boskap och byggnader.
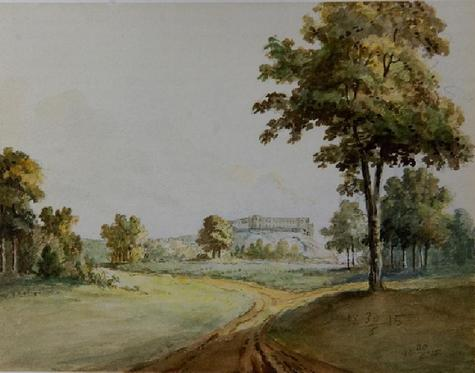
Borgholms slottsruin.